# Svatyně Icukušima
Svatyně Icukušima (japonsky: 厳島神社, Icukušima džindža) je šintoistická svatyně na pobřeží stejnojmenného ostrova v prefektuře Hirošima v Japonsku. Leží na okraji města Hacukaiči. V roce 1996 byl chrámový komplex zanesen do Seznamu světového dědictví UNESCO. Japonská vláda označila některé budovy za japonský národní poklad.

## Historie
Svatyně má své kořeny už v 6. století, nynější vzhled ale pochází z roku 1168, kdy peníze na přestavbu poskytl císařský kancléř, generál Kijomori Taira. Svatyně stojí v zátoce na pylonech – obyčejným lidem totiž dříve nebylo povoleno vstoupit na půdu ostrova považovaného za posvátný a k svatyni se tak muselo připlouvat na člunech skrz předsunutou bránu „plovoucí na vodě“. Vedle chrámu je jeviště tradičního japonského divadla nó.
Brána torii icukušimské svatyně je jednou z nejpopulárnějších turistických atrakcí Japonska. Pohled na bránu v popředí hory Misen je považován za jednu ze „Tří slavných japonských scenérií“ (日本三景, Nihon sankei) společně s písčinou Amanohašidate a zátokou Macušima. Brána stála už v roce založení, ale v současné podobě existuje od roku 1875. Na její stavbu bylo použito kafrové dřevo, je 16 metrů vysoká, vrchní nosník má 24 metrů a její hmotnost činí přibližně 60 tun. 　Jedná se o největší dřevěnou bránu torii v Japonsku.  Pro zvýšení stability má ke svým sloupům přidány další 4 nohy (四脚, jocuaši).
Brána vypadá jakoby plula pouze za přílivu; při odlivu zůstává na suchu, obklopena blátem a lze k ní dojít „suchou“ nohou. Při odlivu je populární sběr korýšů v okolí brány. V noci je brána nasvícena silnými světly ze břehu.
5. září 2004 byla svatyně vážně poškozena tajfunem Songda (Nina). Dřevěné chodníky a střecha byly částečně zničeny, což vedlo k jejímu dočasnému uzavření. Dnes je již pro veřejnost znovu otevřena.

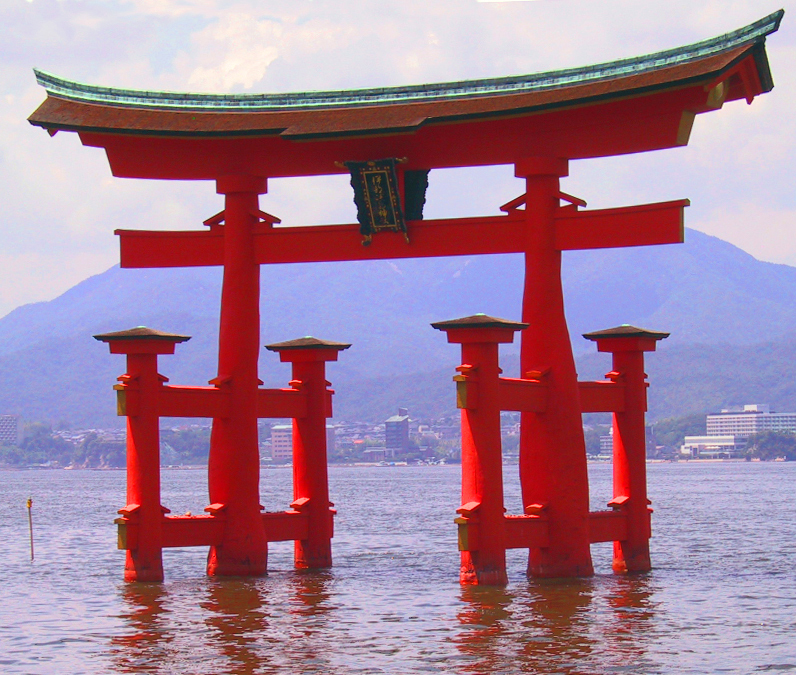
Brána torii zblízka
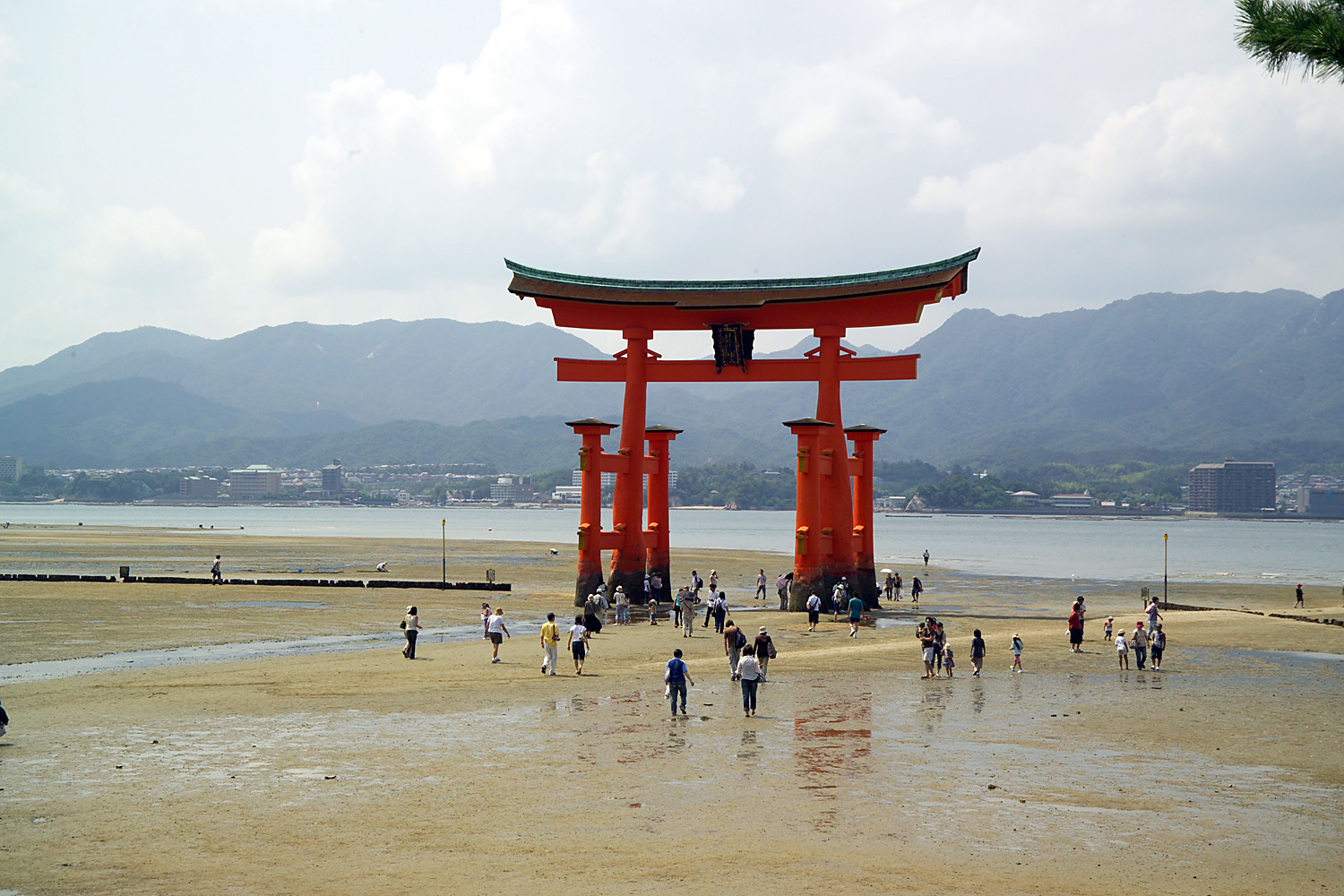
Za odlivu
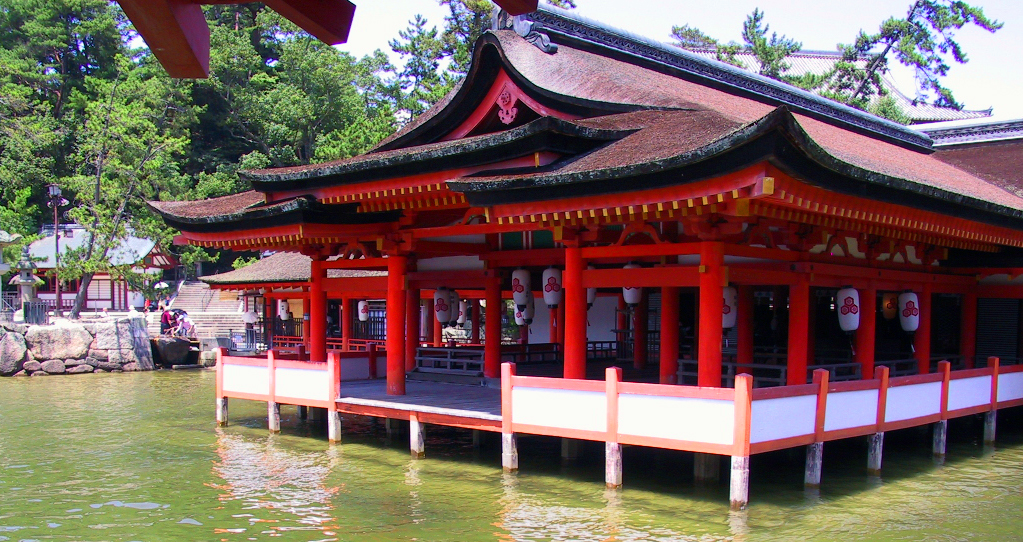
Budovy svatyně jsou také postaveny ve vodě
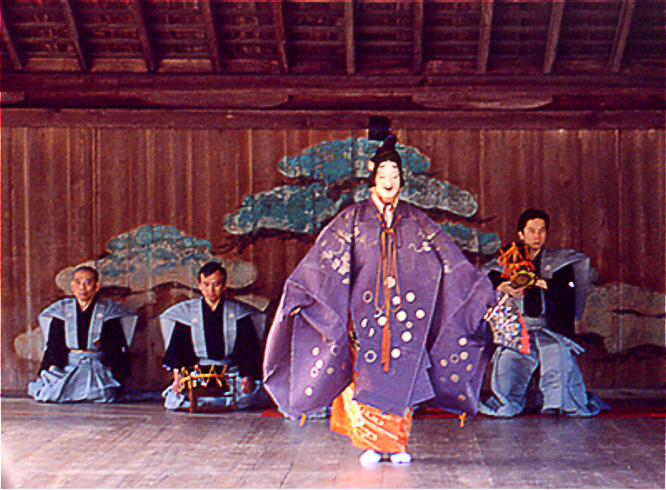
Jeviště divadla nó